# Colom refilador ull de peix
El colom refilador ull de peix és una raça de colom pròpia de Catalunya. El nom prové primer pels seus ulls característics i després per què les rèmiges, per fricció amb l'aire, refilen, canvinant de modulació a cada gir.

## Història
Segurament el seu origen es troba en les races de colom d'Algèria. No se'n té referències fins al segle xvii.
Malgrat ser una raça tan caracetrística ha estat a punt de desaparèixer i si ha arribat a l'actualitat ha estat a la perseverança de molt pocs criadors.

## Característiques
- Pesa entre 310 i 335 grams.
- Cos allargat i esvelt.
- Vol en solitari o en estol.
- Molt bones criadores (les colomes es fan servir per altres races difícils de criar).
- Ulls molt grossos de color blanc perla.
- Nineta dels ulls molt petita de color negre intens.
- Són admesos tots els colors i patrons de plomatge, destacant:
  - negres
  - ales blanques
  - tigrats en tots els colors
- Vola donant capgirells.
- Les rèmigies xiulen en fricció amb l'aire.